# انتقام دزدان دریایی
انتقام دزدان دریایی (ایتالیایی: La vendetta del corsaro) یک فیلم ماجراجویی ایتالیایی است که در سال ۱۹۵۱ منتشر شد. فیلم در رم فیلمبرداری شد. ژان-پیر امون می‌گوید که او و ماریا مونتز در حین فیلمبرداری در تاریخ ۱۳ ژوئیه ۱۹۵۱ هشتمین سالگرد ازدواجشان را جشن گرفتند. ماریا مونتز ۷ سپتامبر همان سال درگذشت.

## بازیگران
- ماریا مونتز
- ژان-پیر امون
- میلی ویتاله
- روبرتو ریسو
- پل مولر
- سارو اورزی
- فرانکو مارتزی
- ویتوریا فبی
- فرانکا تامانتینی
- میمی آیلمر
- ماریو کاستلانی
- انریکو گلوری